# Джексон, О’Ши (младший)
О’Ши Джексон-младший (англ. O’Shea Jackson Jr.; род. 24 февраля 1991), также известный под сценическим псевдонимом OMG — американский актёр и рэпер. Старший сын американского рэпера Айс Кьюба и исполнитель его роли в своём актёрском дебюте, фильме «Голос улиц».

## Ранние годы
О’Ши Джексон-младший родился в Лос-Анджелесе, штат Калифорния, в семье О’Ши Джексона-старшего, более известного как Айс Кьюб, и Кимберли Вудроф. Джексон вырос в Долине Сан-Фернандо и является старшим из четырёх детей в семье. У него есть два брата, Даррелл и Шариф, и одна сестра, Карима. Даррелл также является рэпером и носит псевдоним Doughboy, вдохновлённый именем персонажа, роль которого его отец исполнял в своём дебютном фильме под названием «Ребята по соседству». Джексон получал образование в Средней школе Уильяма Ховарда Тафта, которую окончил в 2009 году. Данное учебное заведение также посещал и его отец. Джексон закончил Университет Южной Калифорнии, где изучал сценарное ремесло.

## Карьера

### Кино
В июне 2014 года было объявлено о том, что Джексон исполнит роль своего отца, Айс Кьюба, в фильме «Голос улиц», биографическом фильме о группе N.W.A. Фильм вышел 14 августа 2015 года и получил положительные отзывы. Отмечалось внешнее сходство Джексона с отцом, что Айс Кьюб описал как «прямое попадание. Он был рождён для этой роли» в интервью Джимми Киммелу в октябре 2014 года.
В 2017 году Джексон сыграл Дэна Пинто, помешанного на Бэтмене, начинающего сценариста, арендодателя и возлюбленного главной героини Ингрид Торбёрн в фильме «Ингрид едет на Запад», многие критики — в том числе из изданий Los Angeles Times, Vulture и Collider — отметили запоминаемость его персонажа. В 2018 году он исполнил одну из ролей в фильме «Охота на воров», в котором также снимались 50 Cent и Джерард Батлер.
Джексон появляется в двух фильмах, вышедших в мае 2019 года. Он исполнил роль второго плана в комедии «Та ещё парочка» с Шарлиз Терон и Сетом Рогеном в главных ролях, сыграв Лэнса, лучшего друга персонажа Рогена. В фильме «Годзилла 2: Король монстров» он исполняет роль Барнса, лидера организации, специализирующейся на битвах с участием Титанов.
Также в 2019 году Джексон появился в драматическом фильме «Просто помиловать» вместе с Майклом Б. Джорданом, Джейми Фоксом и Бри Ларсон. Он исполнил роль Энтони Рэя Хинтона, который провёл 30 лет за решёткой по ложному обвинению в убийстве.

### Музыка
В 2010 году Джексон и его брат Даррелл приняли участие в записи песен «She Couldn't Make It On Her Own» и «Y'all Know How I Am» с альбома их отца I Am the West.
В марте 2012 года Джексон под своим псевдонимом OMG выпустил в цифровом формате свой первый микстейп — Jackin' for Beats. Жазмин Грей из Vibe сказал: «Полностью соответствуя названию, первопроходец в жанре хип-хоп предлагает собственные слова поверх самых популярных треков года. Альбом из 10 композиций является многообещающим началом для сына иконы хип-хопа».
В интервью журналу XXL Джексон сказал, что «Некоторые считают, что у меня голос, как у OMG. Никто не сравнивал меня и даже не пытался сопоставить с другими артистами».
В 2015 году Джексон появился в клипе на песню певицы Пиа Миа «Touch». Также он появился в музыкальном видео дуэта Twenty88 «Out of Love».

### Телевидение
6 февраля 2018 года Джексон исполнил роль хип-хоп-певца Кула Герка в сериале «Пьяная история». 4 октября 2019 года Джексон появился в качестве гостя в дебютном выпуске WWE SmackDown на Fox.
В драматическом спортивном сериале «Стойкость» Джексон исполняет роль Айка Эдвардса, бывшей звезды, которая становится тренером молодёжной баскетбольной команды. Премьера сериала состоялась 29 октября 2021 года на сервисе Apple TV+.
Джексон снялся в комедийном сериале «Сейчас» вместе с Дэйвом Франко. Премьера состоялась 10 декабря 2021 года на телеканале The Roku Channel.
Джексон исполнил роль повстанца Кавлана Рокена в сериале Disney+ «Оби-Ван Кеноби».

## Личная жизнь
У Джексона есть дочь, Джордан Рейн Джексон, рождённая в августе 2017 года от его бывшей девушки, Джеки Гарсии. Он фанат реслинга.

## Фильмография

### Кино
| Год  | Русское название            | Оригинальное название          | Роль               | Примечания |
| ---- | --------------------------- | ------------------------------ | ------------------ | ---------- |
| 2015 | Голос улиц                  | Straight Outta Compton         | Айс Кьюб           |            |
| 2017 | Ингрид едет на Запад        | Ingrid Goes West               | Дэниел «Дэн» Пинто |            |
| 2018 | Охота на воров              | Den of Thieves                 | Донни Уилсон       |            |
| 2019 | Та ещё парочка              | Long Shot                      | Лэнс               |            |
| 2019 | Годзилла 2: Король монстров | Godzilla: King of the Monsters | Джексон Барнс      |            |
| 2019 | Просто помиловать           | Just Mercy                     | Энтони Рэй Хинтон  |            |
| 2023 | Кокаиновый медведь          | Cocaine Bear                   | Говард             |            |
| 2024 | Охота на воров 2            | Den of Thieves 2: Pantera      | Донни Уилсон       |            |

### Телевидение
| Год(ы)    | Русское название | Оригинальное название | Роль     | Примечания                            |
| --------- | ---------------- | --------------------- | -------- | ------------------------------------- |
| 2018      | Пьяная история   | Drunk History         | Кул Герк | Эпизод: «Game Changers»               |
| 2021      | Платформа        | The Premise           | Купер    | Эпизод: «The Ballad of Jesse Wheeler» |
| 2021—н.в. | Стойкость        | Swagger               | Айк      | Главная роль                          |
| 2021      | Сейчас           | The Now               | Куп      |                                       |
| 2022      | Оби-Ван Кеноби   | Obi-Wan Kenobi        | Рокен    | Эпизод: «Part IV»                     |

## Дискография
| Год  | Название          | Тип      |
| ---- | ----------------- | -------- |
| 2012 | Jackin' for Beats | Микстейп |
| 2014 | OMG               | Сингл    |
| 2015 | Ain't No Place    | Сингл    |

### Приглашённый исполнитель
| Год  | Песня                           | Исполнитель                                       | Альбом        |
| ---- | ------------------------------- | ------------------------------------------------- | ------------- |
| 2010 | She Couldn't Make It On Her Own | Ice Cube (feat. OMG & Doughboy)                   | I Am the West |
| 2010 | Y'all Know How I Am             | Ice Cube (feat. OMG, Doughboy, WC & Young Maylay) | I Am the West |